# Inter Mirifica

Inter Mirifica est le décret de l'Église catholique relatif aux médias de masse produit lors du IIe concile œcuménique du Vatican. Il fut approuvé par un vote favorable de 1 960 voix pour et 164 voix contre et fut promulgué par le pape Paul VI le 4 décembre 1963.
Le titre du décret signifie (en latin) : Parmi les merveilles ; et est dérivé des premiers mots du décret même.

## Contexte
Alors que les premières émissions publiques de télévision apparaissent dans les années 1950, l'information passe dès lors aussi par l'image, ce qui lui donne un aspect, une force supplémentaires. C'est pourquoi le Concile Vatican II s'est intéressé en particulier aux nouvelles formes de communication sociale.

« Parmi les merveilleuses découvertes techniques qu'avec l'aide de Dieu le génie de l'homme a tirées de la création, à notre époque surtout, l'Eglise accueille et suit avec une sollicitude toute maternelle celles qui, plus directement, touchent les facultés spirituelles de l'homme et offrent des possibilités élargies de communiquer très facilement des nouvelles de tout genre, des idées, des orientations. »

— Inter Mirifica, chapitre 1
Le chercheur Jean Devèze (1934-2003), responsable du département audiovisuel de l’Université Paris 7, émet l'hypothèse que le décret préfigure les principes de communication de masse.

## Contenu
Les chiffres correspondent aux chapitres :
1. Préambule (1-2)
2. Chapitre premier : La doctrine de l’Église (3-12)
3. Chapitre II : L’action pastorale de l’Église (13-22)
4. Conclusion (23-24)